# Hondashi
Hondashi (em japonês "a base verdadeira do tempero") é uma marca registrada da empresa Ajinomoto. Trata-se de um tempero a base do peixe bonito, muito utilizado em sopas, molhos, legumes entre outros tipos de pratos salgados. É um tempero equivalente ao caldo de galinha consumido no Brasil, mas a base é de peixe. O Hondashi é muito utilizado no Japão e há alguns anos está sendo comercializado no Brasil, desidratado.